# آبه تمپسون
آبه تمپسون (انگلیسی: Abe Thompson؛ زادهٔ ۱۲ ژانویهٔ ۱۹۸۲) بازیکن فوتبال اهل ایالات متحده آمریکا است.
از باشگاه‌هایی که در آن بازی کرده‌است می‌توان به هیوستون دینامو، اف‌سی دالاس، و باشگاه فوتبال اسپورتینگ کانزاس‌سیتی اشاره کرد.
وی همچنین در تیم ملی فوتبال United States U17 بازی کرده‌است.